# Willie Smit (Hürdenläufer)
Willie Smit, selten auch Smith (* 20. September 1977 in Südwestafrika), ist ein ehemaliger namibischer Leichtathlet, der im Hürdenlauf antrat.
Smit nahm an den Leichtathletik-Weltmeisterschaften 1997 sowie den Olympischen Spielen 2000 in Sydney teil. Dort wurde er im 400-Meter-Hürdenlauf in 50,89 Sekunden 32 und blieb damit deutlich hinter seiner ein Jahr später erzielten Bestzeit von 49,05 s, welches namibischer Rekord ist (Stand September 2021).
Er nahm anschließend an den Commonwealth Games 2002 in Manchester (6. Platz) teil und gewann bei den Leichtathletik-Afrikameisterschaften 2002 in Radès die Silbermedaille.